# 가나야마정
가나야마정(일본어: 金山町)은 일본 기후현 마시타군에 설치되었던 정이다. 2004년 3월 1일에 마스다 군의 다른 4정촌과 합병해 게로시가 되었다. 합병 후 주소 표시는 시모로시 가나야마초 ○○가 되어있다.

## 지리

### 지역
히다 강과 마세 강이 합류하는 지점을 중심으로 번성한 히다 가도의 역참 마을이다. 1928년 3월 21일에 국철 다카야마 본선 시라카와구치 역·히다가네야마 역이 개통까지 육상 교통의 요충지로서 번영하였다.
에도 시대는 22개 촌, 행정구는 각각 오와리 번(가네야마·스가다기리 동·스가다사 동)·나에기 번(타지마)·막부령(시모하라 향의 내 6개 촌. 처음에는 히다타카야마 번)·하타모토 니이에 지행지(히가시 12개 촌. 시작은 고리카미 번) 및 막부령(묘노하라 촌)이었다. 메이지 유신 이후에는 기후현과 지쿠마현→메이지 9년 이후에 기후현이 되었다.

### 가나야마
가나야마는 구 미노 국과 구 히다 국의 국경이며 또한 4군의 경계이기도 하다. 마제 강가 와라 가도의 기점으로 여겨지고 있으며.『시라카와초지』에 따르면 "목재의 육지 수송을 오카츠케라고 했는데, 츠보키 등의 작은 목재는 이곳의 밧줄에서 육지로 올라와 히다 가도나 쓰호야스지를 지나 세키·가미아리치 방면으로 운반된 적도 있었던 것 같고…"라며 "가네야마는 이런 위치에 있었기 때문에 목재뿐만 아니라 제반 물자의 집산지이기도 했다.이 때문에 오와리 번에서는 와라 가도의 번 영경이나 칠종근 돌림 길목에 배치한 발하번소의 파수꾼도 가네야마카와 관공서로 하였다.'고 하여 가나야마는 예로부터 국경 마을로서 중요한 역할을 담당해 왔음을 기록하고 있다. 또한 현재의 국도 41호 십왕고개 사거리에서 나루터까지는 숙장 상가로 발전하였다. 에도 시대에는 이미 물품 도매 거래를 하고 있어 기후·오와리 방면과 군상·마스다 방면을 연결했다. 메이지·다이쇼기에는 인근에 단기 행상하는 가게도 있었다.

### 시모하라
시모하라는 옛 히다 국 입구로 국경이자 역참 마을이었다. 그 때문에 히다 다카야마 번주 가네모리 나가치카가 설치한 시모하라 여관 터와 구치루 번소 터(시모하라구치·후쿠라이구치), 히다 강에 밧줄을 붙여 에도나 나고야 방면으로 보내기 위해 흘러오는 목재를 일시적으로 고정하고 관리들이 재목을 고친 비슈 시모하라 나카쓰나바 등의 사적이 있다. 

### 스가타
스가타는 제사제차가 번성하여 마시타군 내 유수의 상업지였다. 농업의 부업으로 목수, 미장, 석공을 하는 자가 상당했다.메이지 다이쇼 시대에는 1890년`의 제1회 중의원 의원 총선거 기후 5구 당선자이자 1904년의 귀족원 고액납세자 의원 당선자이기도 했던 나가오 가문 17대 나가오 시로에몬 아키마사와 그의 아들인 제12회 중의원 총선거 당선자, 귀족원 의원도 지낸 나가오 가문 18대 나가오 모토타로 아키마사 등을 배출했다.17대 나가오 시로에몬 아키젠은 1898년 설립된 농비농공은행(자본금 200만엔)의 창립자이자 행장을 지냈다.

### 히가시
히가시는 마제강·와라강 변에 있으며 농림업과 임산물에 의해 교역하였다.조사노 하치만궁에는 헤이지의 난으로 패해 히다국에 와 있던 미나모토 요리토모의 이복형 악겐 타이헤이가 이와야 이와인 유적에서 헤일로를 퇴치할 때 사용했다는 명도 조사노마루가 신보로 모셔져 있다. 

### 다지마
다지마는 에도 시대 나에키 번의 지배하에 묘기 번 영내는 고촌이 많았기 때문에 겐오비쇼야가 마을 행정을 하고 있었다.전도는 영내에서도 북쪽에 위치하여 북쪽의 5개 마을을 합쳐 유정 5개 마을 중 하나였다.묘기번에서는 1870년 폐불훼석령이 내려져 영내 전 주민의 불일체를 폐하고 신도로의 개종이 이루어졌다. 오와리 번, 천령과 접하여 나에기 번의 국경 지대로서의 역할을 담당하고 있었다. 1875년 합병에 의해 시라야마 촌, 그 후 니시시라카와 촌을 거쳐 시라카와 정의 일부가 되지만 1955년에 타지마의 지리적 사정이나 관공서로의 거리 등 불편한 점이 있어 가나야마 정의 일부로 편입되게 되었다.
합병에 이르는 전사로서 전쟁 전 옛 가나야마촌에는 실업계 학교가 단기간이지만 설치되어 있어 인근 마을에서 학생들이 모여 있었다. 쇼와 대합병 때, 이들 다케시군·고리카미군·마스다군·가모군의 4개 군이 합병해 성립한 가나야마 정내에는 히다와 미노의 경계를 나타내는 경계석이 있어, 고교 진학은 히다 학구와 가모 학구 양쪽에 인정되고 있다.
히다 기소가와 국정공원으로도 지정되어 있으며, 중산칠리 등의 경승지도 있다.히다 미노단풍 33선에도 선정됐다. 
시모하라 댐은 호수면에 비치는 특급 와이드 뷰 주름이 절호의 피사체가 되는 철도사진 촬영지로 알려져 있다.

## 역사
- 1889년 7월 1일 - 정촌제 시행과 함께 가나야마촌이 성립하였다.
- 1890년 12월 27일 - 정으로 승격해 가나야마정 (1대)가 되었다.
- 2004년 3월 1일 - 게로정, 하기와라정, 오사카정, 마제촌과 합병해 게로시가 성립하였다. 동일 가나야마정은 폐지되었다.

## 교통

### 철도
- 도카이 여객철도 다카야마 본선

### 도로
- 국도 제41호선
- 국도 제256호선

## 참고 문헌
- 角川日本地名大辞典編纂委員会,『角川日本地名大辞典 21 岐阜県』1980, 角川書店